# Coray
 Coray  (en bretón Kore) es una población y comuna francesa, situada en la región de Bretaña, departamento de Finisterre, en el distrito de Châteaulin y cantón de Châteauneuf-du-Faou.

## Demografía
| 1841 | 1787 | 1768 | 1737 | 1623 | 1625 |
| Para los censos de 1962 a 1999 la población legal corresponde a la población sin duplicidades (Fuente: INSEE [Consultar]) |      |      |      |      |      |